# Internazionali Tennis Val Gardena Südtirol 2019
Gli Internazionali Tennis Val Gardena Südtirol 2019 sono stati un torneo di tennis facente parte della categoria ATP Challenger Tour nell'ambito dell'ATP Challenger Tour 2019. È stata la 10ª edizione del torneo che si è giocato a Ortisei in Italia dall'11 al 17 novembre 2019 su campi in cemento indoor e aveva un montepremi di €46,600.

## Partecipanti singolare

### Teste di serie
| Nazionalità | Giocatore               | Ranking* | Testa di serie |
| ----------- | ----------------------- | -------- | -------------- |
| Italia      | Stefano Travaglia       | 83       | 1              |
| Italia      | Jannik Sinner           | 96       | 2              |
| Italia      | Salvatore Caruso        | 98       | 3              |
| Italia      | Gianluca Mager          | 119      | 4              |
| Germania    | Peter Gojowczyk         | 121      | 5              |
| Francia     | Antoine Hoang           | 124      | 6              |
| Austria     | Dennis Novak            | 126      | 7              |
| Italia      | Federico Gaio           | 154      | 8              |
| Germania    | Oscar Otte              | 162      | 9              |
| Austria     | Sebastian Ofner         | 166      | 10             |
| Serbia      | Danilo Petrović         | 172      | 11             |
| Stati Uniti | Maxime Cressy           | 183      | 12             |
| Italia      | Roberto Marcora         | 190      | 13             |
| Spagna      | Bernabé Zapata Miralles | 206      | 14             |
| Francia     | Elliot Benchetrit       | 208      | 15             |
| Italia      | Filippo Baldi           | 214      | 16             |

- Ranking al 4 novembre 2019.

### Altri partecipanti
Giocatori che hanno ricevuto una wild card:
- Filippo Baldi
- Lorenzo Musetti
- Patric Prinoth
- Enrico Dalla Valle
- Erwin Troebinger

Giocatori che sono passati dalle qualificazioni:
- Aldin Setkic
- Francesco Forti

## Vincitori

### Singolare
Jannik Sinner ha battuto in finale  Sebastian Ofner con il punteggio di 6–2, 6–4.

### Doppio
Antonio Šančić e  Nikola Ćaćić hanno battuto in finale  David Pel e  Sander Arends con il punteggio di 6(5)–7, 7–6(3), [10–7].